# Aline Trede

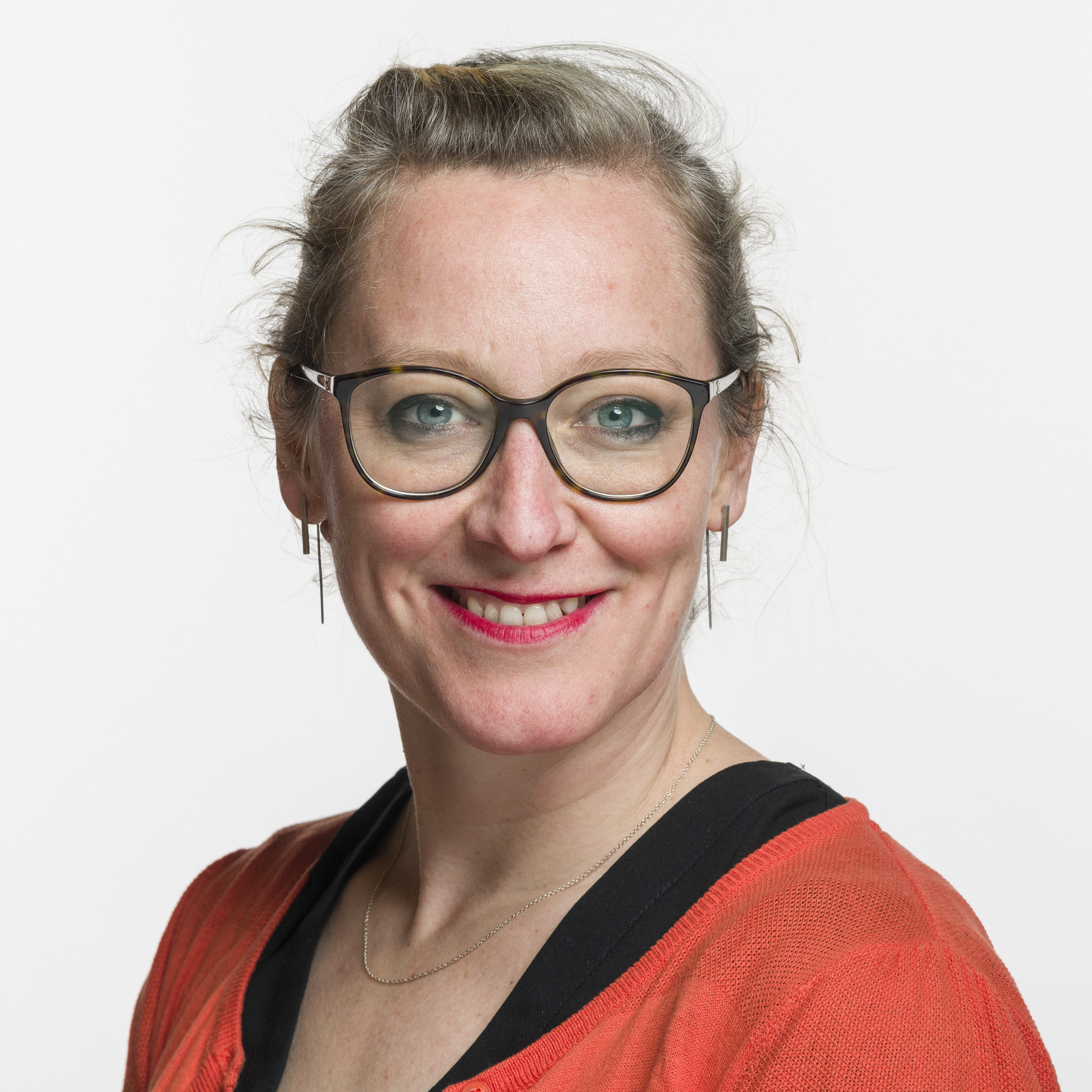
Aline Trede (2019)

Aline Trede (* 26. August 1983 in Bern; heimatberechtigt in Basel und Luzern) ist eine Schweizer Politikerin (Grüne).

## Politik
Von 2009 bis 2012 gehörte Aline Trede als Vertreterin des Grünen Bündnisses dem Stadtberner Parlament (Stadtrat) an. Sie war Präsidentin des Vereins für menschenfreundlichere Fahrzeuge, des Trägervereins der sogenannten Stopp-Offroader-Initiative. Sie ist ehemalige Koordinatorin der Jungen Grünen Schweiz. Von 2008 bis 2012 war sie Vizepräsidentin der Grünen Partei der Schweiz.
Aline Trede übernahm am 4. März 2013 den Nationalratssitz ihrer zurückgetretenen Parteikollegin Franziska Teuscher, den sie bei den Erneuerungswahlen 2015 jedoch wieder verlor. 2013 unterlag sie SP-Nationalrätin Evi Allemann bei der Wahl zur Zentralpräsidentin des Verkehrs-Club der Schweiz (VCS). Trede rutschte im Sommer 2018 für die zurückgetretene und in den Regierungsrat gewählte Christine Häsler wieder in den Nationalrat nach. Sie ist Mitglied in der Gruppe für eine Schweiz ohne Armee (GSoA) und im Vorstand der Digitalen Gesellschaft Schweiz. Im Juni 2024 wurde sie zudem in den Zentralvorstand des Schweizerischen Fussballverbands gewählt.
Bei den Parlamentswahlen vom 20. Oktober 2019 wurde Trede nach zweimaligem Nachrücken für die Grünen zum ersten Mal direkt in den Nationalrat gewählt.
Im Mai 2020 wurde sie zur Fraktionspräsidentin der 35 Mitglieder umfassenden Grünen-Fraktion der Bundesversammlung gewählt.
Bei den Wahlen im Kanton Bern 2026 will sie um den Sitz im Regierungsrat der zurücktretenden Christine Häsler kandidieren.

## Ausbildung und Beruf
Aline Trede besuchte das Gymnasium Kirchenfeld Bern, studierte an der ETH Zürich Umweltwissenschaften und arbeitete bis Ende 2012 als Kampagnenleiterin beim VCS.
Sie ist deutsch-schweizerische Doppelbürgerin, ist geschieden, hat zwei Kinder und wohnt in Bern. Musikalisch betätigte sie sich in der Berner Stadtratsband FraktionsZwang.